# کسرول
کسرول (انگلیسی: Casserole) به غذایی گفته می‌شود که در یک ظرف بزرگ با دیواره عمیق در فر پخته شده و در همان ظرف هم سرو می‌شود. به ظرفی که در آن کسرول پخته می‌شود نیز «کسرول دیش» یا «ظرف کسرول» گفته می‌شود.